# McAuley Schenker
McAuley Schenker Group foi uma banda multinacional formada por Robin McAuley (vocais) e Michael Schenker (guitarra), um sucessor para a banda anterior de Schencker, a Michael Schenker Group. McAuley foi inicialmente contatado para substituir o cantor Gary Barden no MSG, no entanto a forte parceria imediatamente formada entre McAuley e Schenker levou à mudança do nome de Michael Schenker Group para McAuley Schenker Group, mantendo as mesmas iniciais MSG da banda anterior.
O grupo é formado por membros alemães, irlandeses, americanos e britânicos e pode ser considerado um supergrupo pois todos os membros tinham carreiras musical sólida ; por exemplo, o guitarrista Steve Mann participou de álbuns de Tytan, Sweet, Saxon e, juntamente com o baixista Rocky Newton, no Lionheart. Newton fronteou anteriormente o grupo de curta duração do final da década de 1970 The Next Band, que durante um tempo também contou com Frank Noon (baterista do Def Leppard). O guitarrista Mitch Perry tinha substituído Yngwie Malmsteen no Steeler, tocou com Billy Sheehan em Talas e gravou um álbum com a banda australiana Heaven. O baterista Bodo Schopf participou de, entre outros, Eloy e depois se juntou a Steve Mann em Sweet. Eles mudaram-se para Los Angeles tentando explorar a crescente popularidade de hard rock e glam metal nos Estados Unidos. Eles lançaram três álbuns de estúdio, um EP e um álbum acústico e ao vivo antes de dissolução.
Seu primeiro álbum Perfect Timing foi lançado em 1987 e apresenta o seu primeiro hit, "Gimme your Love". Dois anos mais tarde Save Yourself foi lançado, dando a esta encarnação do MSG seu maior sucesso com a balada "Anytime". M. S. G. veio em seguida em 1992, e "Unplugged" Live saiu em 1993.
Depois do tour de 1992 com um set estritamente acústico e o lançamento do acústico ao vivo em 1993, McAuley e Schenker seguiram separados seus caminhos, o primeiro se casando e se retirando da cena musical por alguns anos e o último trabalhando no seu primeiro álbum solo e, eventualmente, na reforma do Michael Schenker Group em 1996.
Depois de uma temporada fronteando a banda Survivor McAuley começou a cooperar com Schenker novamente tocando em 26 shows por todo os EUA, em fevereiro e março de 2012.

## Discografia
- 1987: Perfect Timing
- 1989: Save Yourself
- 1992: M. S. G.
- 1992: Nightmare: The Acoustic M.S.G.
- 1992: "Unplugged" Live

## References
1. ↑  Saulnier, Jason (23 de janeiro de 2009). «Michael Schenker Interview». Music Legends. Consultado em 6 de maio de 2013
2. 1 2  «Robin McAuley interview». MetalKings.com. Abril de 2004. Consultado em 2 de agosto de 2011
3. ↑  http://www.discogs.com/artist/479799-Bodo-Schopf?filter_anv=0&subtype=Instruments-Performance&type=Credits
4. ↑  Sharpe-Young, Garry (2009). «McAuley Schenker Group». MusicMight. Consultado em 3 de agosto de 2011. Arquivado do original em 16 de outubro de 2012